# Otte
Otte ist ein deutscher Familienname.

## Namensträger
- Barbara Otte-Kinast (* 1964), deutsche Landwirtin und Politikerin (CDU)
- Benita Koch-Otte (1892–1976), deutsche Weberin und Textildesignerin
- Bernhard Otte (1883–1933), deutscher Gewerkschaftsführer und Politiker (Zentrum)
- Carlo Otte (1908–1980), deutscher Wirtschaftsfunktionär und Politiker (NSDAP)
- Carsten Otte (* 1972), deutscher Schriftsteller und Radiomoderator
- Christian Otte (1674–1747), deutsch-dänischer Großkaufmann und Unternehmer
- Christian Otte (Politiker) (* 1971), deutscher Politiker (Zentrum)
- Erwin Otte (* 1955/56), deutscher Maler und Bildhauer
- Friedrich Otte, Pseudonym von Georg Zetter (1819–1872), elsässischer Dichter und Journalist
- Friedrich Wilhelm Otte (1715–1766), deutsch-dänischer Unternehmer und Politiker
- Friedrich Wilhelm Otte der Jüngere (1763–1850), deutsch-dänischer Beamter und Schriftsteller
- Friedrich Wilhelm Otte (Maler) (1795–1861), deutscher Maler
- Gerhard Otte (* 1935), deutscher Jurist und Hochschullehrer
- Gustav Otte (Architekt), deutscher Architekt
- Gustav Otte (Kaufmann) (1853–1915), deutscher Kaufmann
- Hans Otte (Komponist) (1926–2007), deutscher Pianist und Komponist
- Hans Otte (Theologe) (* 1950), deutscher Theologe, Autor und Herausgeber
- Hans-Heinrich Otte (1926–2020), deutscher Volkswirt und Wirtschaftsprüfer
- Heinrich Otte (Pfarrer) (1808–1890), deutscher Geistlicher und Kunstarchäologe
- Heinrich Otte (Politiker) (1891–1975), deutscher Politiker (CDU), MdL Oldenburg
- Henning Otte (* 1968), deutscher Politiker (CDU)
- Hermann Otte (1842–1924), deutscher Bankdirektor und Mitglied der Lübecker Bürgerschaft
- Ilka Otte (* 1942), deutsche Holzgestalterin
- Jeanette Rott-Otte (* 1945), deutsche Politikerin (SPD), MdL
- Johann Nikolaus Otte (1714–1780), deutscher Gutsbesitzer, Fayencemanufakturist und Verwaltungsbeamter
- Josef Otte (1931–2012), deutscher Bergmann und Politiker
- Karoline Otte (* 1996), deutsche Politikerin (Grüne)
- Karsten Otte (* 1959), deutscher Jurist, Hochschullehrer und Direktor bei der Bundesnetzagentur
- Katharina Otte (* 1987), deutsche Hockeyspielerin
- Klaus Otte (Theologe) (1935–2020), deutscher Theologe
- Klaus Otte (Fußballspieler) (* 1942), deutscher Fußballspieler
- Kurt Otte (1902–1983), deutscher Apotheker und Kunstsammler
- Lisa Maria Otte (* 1982), deutsche Politikerin (Bündnis 90/Die Grünen)
- Lois Otte (* 1986), belgische Fußballschiedsrichterin
- Ludwig Otte (Architekt) (1858–??), deutscher Architekt und Kaiserlicher Regierungsbaurat
- Ludwig Otte (Musiker), deutscher Flötist
- Lutz Otte (* 1959), deutscher Softwareentwickler und Buchautor
- Manfred Otte (1941–1989), deutscher Violinist und Dirigent
- Marcel Otte (* 1948), belgischer Prähistoriker und Hochschullehrer

- Matthias Otte (* 1964), deutsch-amerikanischer Ökonom, siehe Max Otte
- Matthias Otte (Schauspieler) (* 1977), deutscher Schauspieler
- Max Otte (* 1964), deutscher Politiker und Publizist
- Michael Otte (* 1938), deutscher Mathematiker
- Otte, Michael (* 1938), deutscher Mathematiker und Hochschullehrer
- Oscar Otte (* 1993), deutscher Tennisspieler
- Paul Otte (1922–2015), deutscher Mediziner
- Ralf Otte, deutscher Informatiker
- Rini Otte (Sarah Catharina Otte; 1917–1991), niederländische Schauspielerin
- Stefanie Otte (* 1967), deutsche Richterin, Verwaltungsjuristin und Ministerialbeamtin
- Tarren Otte (* 1984), australische Synchronschwimmerin
- Thomas G. Otte (* 1967), britischer Historiker
- Valentin Otte (1596–1673), deutscher Bildschnitzer
- Valerie Otte (* 1977), deutsche Bildhauerin
- Viktor Otte (1887–nach 1938), deutscher Schriftsteller
- Waldemar Otte (1879–1940), deutscher Theologe und Politiker (Zentrum)
- Walter Otte (1936–1976), Todesopfer an der innerdeutschen Grenze
- Wilhelm Otte (1932–2024), deutscher katholischer Theologe, Missionar, Religionssoziologe und Afrikanist